# Fracción irreducible
En matemáticas, una fracción irreducible es una fracción que no se puede simplificar (reducir), es decir, que el numerador y el denominador no comparten factores en común (otro que la unidad). Una fracción está escrita en su mínima expresión (es una fracción irreducible) cuando no existe otra fracción equivalente que se pueda escribir en términos más sencillos. Una fracción que no es irreducible se dice que es reducible, o que no está escrita en su mínima expresión
Ejemplos de fracciones irreducibles son las siguientes:
{\displaystyle {\cfrac {2}{3}}\;,\quad {\cfrac {3}{5}}\;,\quad {\cfrac {4}{9}}}

## Definición
Existen varias definiciones equivalentes de fracción irreducible:
- Una fracción {\displaystyle a/b} es irreducible si y solo si {\displaystyle a} y {\displaystyle b} son números coprimos entre sí.

- Una fracción {\displaystyle a/b} con {\displaystyle a} y {\displaystyle b} números enteros, es irreducible si y sólo si no existe otra fracción {\displaystyle c/d} tal que {\displaystyle {\frac {c}{d}}={\frac {a}{b}}}, siendo {\displaystyle c} y {\displaystyle d} números enteros cumpliendo {\displaystyle |c|<|a|} o {\displaystyle |d|<|b|}. Es decir, la fracción es irreducible cuando no existe otra fracción equivalente cuyo numerador y denominador sean menores (en módulo).

- Una fracción {\displaystyle a/b} es irreducible si el máximo común divisor de {\displaystyle a} y {\displaystyle b} es 1:

{\displaystyle \operatorname {mcd} (a,b)=1}

## Unicidad
Toda fracción es equivalente a una única fracción irreducible con denominador positivo (para evitar la representación {\displaystyle {\frac {-a}{b}}={\frac {a}{-b}}}).
La fracción irreducible equivalente a una fracción dada se puede calcular dividiendo numerador y denominador entre su máximo común divisor. Por ejemplo, el máximo común divisor de 180 y 270 es 90, así que la fracción irreducible equivalente a {\displaystyle 180/270} es {\displaystyle 2/3}. También, se puede hallar dividiendo sucesivamente numerador y denominador entre sus divisores comunes.